# Pilaszków (województwo mazowieckie)
Pilaszków – wieś w Polsce położona w województwie mazowieckim, w powiecie warszawskim zachodnim, w gminie Ożarów Mazowiecki. Ma status sołectwa.
Wierni Kościoła rzymskokatolickiego należą do parafii św. Antoniego w Łaźniewie.
Wieś szlachecka Pielaskowo Maior położona była w drugiej połowie XVI wieku w powiecie błońskim ziemi warszawskiej województwa mazowieckiego. W latach 1975–1998 miejscowość położona była w województwie warszawskim.
Według stanu w 2021 sołectwo liczyło 195 mieszkańców.

## Historia
Pierwsze wzmianki z 1425 jako o własności Macieja z Pilaszkowa, znajdował się tu gródek rycerski na kopcu. Do XVIII wieku własność rodu Pilaszkowskich herbu Roch III. Później właścicielem był nobilitowany kupiec z Werony Filip Campioni - radny warszawski i dostawca dworu. 
W czasie insurekcji kościuszkowskiej w dworze stacjonował sztab powstańczy, tutaj Jan Henryk Dąbrowski odebrał list z nominacją na generała-majora, tutaj też książę Józef Poniatowski przystąpił do powstania. Po 1803 dwór zmieniał często właścicieli, a ostatnim właścicielem był Antoni Marszewski, kwatermistrz Zgrupowania Kampinos AK. Majątek skonfiskowany przez władze komunistyczne.
Obecnie działa tu Muzeum Dworu Polskiego w Pilaszkowie prezentujące wnętrza dworskie oraz Muzeum Pojazdów Konnych w Pilaszkowie z ok. 50 eksponatami. Pałac otacza zabytkowy park z pomnikiem gen. Dąbrowskiego na koniu. Na osi głównej alei parkowej cmentarz wojenny żołnierzy polskich poległych 12 i 13 września 1939.